# Стуарт, Александр Фёдорович
Александр Фёдорович Стуарт (1842—1917) — русский естествоиспытатель и общественный деятель.
Зоолог, доцент Новороссийского университета (1868—1870), первый директор Национального музея этнографии и естественной истории в г. Кишинёве.

## Биография
Родился в 1842 году в Одессе в семье действительного статского советника барона Фёдора Фёдоровича Стуарта (Friedrich Gustav von Stuart) и Роксанды Дмитриевны, урождённой княжны Мурузи, внучки молдавского господаря Константина Мурузи.
Был средним из троих детей. Брат — тайный советник Дмитрий Фёдорович Стуарт (1838—1902), сестра — Александра Фёдоровна Стуарт, в замужестве Лермонтова (жена генерала Александра Михайловича Лермонтова)

### Научная деятельность
Учась в Александровском лицее Петербурга был увлечён естествознанием, учившимся там же Николаем Ножиным. Вместе с Ножиным участвовал в лицейском естественнонаучном кружке. Вместе с ним учился в Гейдельбергском университете, который закончил весной 1866 года.
В 1862 году в Лондоне впервые встретился с русским революционером, писателем и философом А. И. Герценом. В 1866 году привлекался по делу о русской Гейдельбергской читальне, был арестован. В конце 1866 года по постановлению высшей учредительной следственной комиссии выслан в Вятскую губернию под надзор полиции. В том же году при содействии влиятельных родственников получил разрешение окончить образование в Дерптском университете, где получил степень магистра зоологии.
В ноябре 1867 года получил разрешение на проживание в Одессе и Бессарабии. В 1868 году назначен приват-доцентом Новороссийского университета в Одессе (ныне Одесский национальный университет им. И. И. Мечникова), а в январе 1869 года был освобождён от надзора. Оставив ВУЗ, создал Новороссийское общество естествоиспытателей, стал его вице-президентом, ежегодно жертвуя на экскурсии и премии за лучшие работы по зоологии. В конце 1860-х годов совместно с И. И. Мечниковым и А. О. Ковалевским (c которым познакомился ещё в Гейдельбергском университете) заложил основы сравнительной эмбриологии.
В течение 1870 года А. Ф. Стуарт и Л. С. Ценковский осуществили все необходимые мероприятия по созданию Севастопольской биологической станции, которая была организована по постановлению 2-го съезда русских естествоиспытателей в Москве в 1869 году. Организацию станции взяло на себя Новороссийское общество естествоиспытателей в Одессе, председателем которой был Ценковский. Станция была открыта весной 1871 года. С 1875 года она перешла на правительственную субсидию, а с 1892 года была передана Российской Академии наук. Ковалевский был назначен её директором.

### Общественная деятельность
В начале 1870-х годов Стуарт переехал в Бессарабию, где владел имением. Избирался секретарём Бессарабского губернского дворянского собрания, членом земской управы, а затем и её председателем. В 1879 году основал и был первым руководителем «Зоологического, сельскохозяйственного и кустарного музея Бессарабского земства». Также основал и возглавил Бессарабское общество естествоиспытателей и любителей естествознания. Несколько позже был избран членом правления Кишинёвского отдела Императорского Российского Общества плодоводства.
Заведовал сиротскими домами и богадельнями. В 1884 году открыл в Кишинёве детскую больницу.
В 1908 году Стуарт был избран гласным Бендерской городской думы. Содействовал созданию в 1914 году бендерского городского музея.
Умер 20 октября 1917 года в Кишинёве.

### Семья
Был женат на Екатерине Егоровне Катаржи, дочери каминаря Егора (Иордакия) Катаржи и Софии Сандуловны Феодосьевой.

В браке с ней имел четырёх детей:
- барон Георгий Александрович Стуарт — действительный статский советник, член совета Крестьянского поземельного банка;
- барон Александр Александрович Стуарт — находился на крейсере «Алмаз» во время Цусимского сражения;
- Мария Александровна Стуарт (муж Павел Эйлер, полковник финских драгун);
- Софья Александровна Стуарт (муж лейтенант Сергей Зубковский, из Донских казаков).

## Награды и звания
- Почётный потомственный гражданин (1913).